# Inflagranti Film
Inflagranti Film Berlin ist eine deutsche Filmproduktionsgesellschaft für Pornofilme aus Berlin.

## Geschichte
Die Firma wurde 1997 in Berlin-Kreuzberg gegründet. Den Durchbruch schaffte Inflagranti mit den Filmen, die auf der Berliner Loveparade gedreht wurden.
Im Jahr 2001 erhielt die Firma den Venus Award als beste Newcomer-Firma.
Inflagranti schaffte es, sich auf dem deutschen Pornofilm-Markt  mit vielfältigen Fetisch und S/M-Filmen zu etablieren und gehört heute zu den erfolgreichsten Erotik-Labels in Deutschland.
Die Inflagranti-Crew wird immer wieder auf öffentlichem Berliner Straßenland gesichtet. Sex in der Öffentlichkeit mit der Gefahr, in flagranti  erwischt zu werden, ist ein Schwerpunkt bei den Produktionen der Firma.
Im Jahr 2004 entdeckte Inflagranti auf der Venus Messe Berlin Jana Bach. Sie wurde als Exklusivstar unter Vertrag genommen, spielte in über 30 Filmen mit und repräsentierte Inflagranti über 5 Jahre in Presse und TV.
Auf der Venus 2006 wurde Inflagranti mit dem Erotixxx Award für die Beste Serie Deutschlands für „Popp oder Hopp“ ausgezeichnet.
Im Jahr 2007 sponserte Inflagranti das 2. Pornfilmfestival Berlin, und der Film Küche, Kiste, Bett feierte dort seine Premiere.

## Bekannte Darsteller
- Jana Bach
- Conny Dachs
- Steve Holmes
- Maria Mia
- Salma de Nora
- Renee Pornero
- Ben Punish
- Sharon da Vale
- Markus Waxenegger

## Bekannte Inflagranti-Filme
- 1999: Reihe Sexparade (Filme auf der Loveparade gedreht)
- 2000: Reihe Schwarze Flamme (bekannte BDSM-Reihe)
- 2003: Nylon und Feet (mit der damaligen Miss Berlin)[3]
- 2007: Küche, Kiste, Bett

## Auszeichnungen
- 2001: Venus Award: Beste Newcomer-Company
- 2012: Erotic Lounge Award: Bestes Studio[4]
- 2013: Erotic Lounge Award: Beste Serie: Inside Inflagranti[5]